# 大沢悠里ののんびりワイド
『大沢悠里ののんびりワイド』（おおさわゆうりののんびりワイド）とは、1979年4月9日から1983年9月29日まで、TBSラジオで放送されていたワイド番組である。
当番組内で始まった投稿コーナー「お色気大賞」は人気コーナーとなり、『大沢悠里のゆうゆうワイド』を経て、2017年4月まで『大沢悠里のゆうゆうワイド土曜日版』で継続されていた。

## 放送時間
- 毎週月曜日－金曜日 13:00 - 16:30 （1979年4月9日 - 1983年4月8日）
- 毎週月曜日－木曜日 13:00 - 16:00 （1983年4月11日 - 終了まで。『全国こども電話相談室』の時間繰り上げ、及び金曜日の同じ時間に『荒川強啓のはなきんワイド』がスタートした為）

## 出演者
肩書は放送当時

### パーソナリティ
- 大沢悠里（TBSアナウンサー）

### パートナー
- 月曜日
  - 小鳩くるみ（童謡歌手、『土曜日です おはよう大沢悠里です』から続投）
- 火曜日
  - 吉川美代子（TBSアナウンサー、1983年3月まで）
  - 天地総子（歌手・声優、1983年4月から）
- 水曜日
  - さこみちよ（歌手、後継番組の『大沢悠里のがんばってますかー!昼はまるごと歌謡曲』では全曜日のパートナーを務める）
- 木曜日
  - 岩崎直子（フリーアナウンサー、元TBSアナウンサー、『土曜日です おはよう大沢悠里です』から再登板）
- 金曜日 ※1983年4月8日まで
  - 都家かつ江（三味線漫談家・女優、1982年3月まで、1983年4月）
  - 松原留美子（1982年4月 - 1983年3月、病気療養で休演した都家の代打）

### その他
（「ミュージックキャラバン」などに出演）
- 大木凡人
- 三遊亭小遊三
- 芦原由季
- 堀口典子
- 富井淳
- 楽衛（ニュースデスクとしてTBSニュースを担当）

## 番組内タイムテーブル
（1980年4月当時）
- 13:00 TBSニュース
- 13:15 午後のいこい
- 13:25 歌謡曲こんにちは!
- 13:40 悠里のほがらかタイム
- 13:55 交通ニュース
- 14:00 TBSニュース
- 14:05 午後のほろよい話
- 14:15 悠里のゴールデン歌謡曲
- 14:30 三越ラジオショッピング
- 14:35 アタックマンただいま参上
- 14:55 交通ニュース
- 15:00 TBSニュース
- 15:05 ミュージックキャラバン
- 15:25 クラウンミュージックトライアングル
- 15:35 日産おもしろ文庫（堺正章、ハナ肇）
- 15:45 毎日タウン情報
- 15:50 ダイヤル119番
- 15:55 交通ニュース
- 16:00 TBSニュース
- 16:05 日石ビューティフルサウンズ

### その他のコーナー
- もうひとつ上で頑張ってますか! （13:15）
- ナウ・ナウ歌謡曲 （15:25）